# Heriberto Hülse
Heriberto Hülse (Tubarão, 30 de abril de 1902 — Florianópolis, 11 de novembro de 1972) foi um político brasileiro.
Em 1923 iniciou a trabalhar na Organização Lage, do empresário Henrique Lage, sendo mais tarde gerente da Companhia Brasileira Carbonífera de Araranguá (CBCA).
Foi deputado à Assembleia Legislativa de Santa Catarina na 1ª legislatura (1935 — 1937), eleito pelo Partido Republicano Catarinense, mandato interrompido pelo golpe do Estado Novo.
Exerceu o cargo de Secretário de Estado da Fazenda, entre 1954 e 1955.
Foi vice-governador do estado de Santa Catarina, entre 1956 e 1958. 
Foi Governador do Estado de Santa Catarina, de 16 de junho de 1958 a 31 de janeiro de 1961, em substituição ao governador Jorge Lacerda, que morreu em acidente aéreo.
Dentre suas obras contabiliza-se a construção do hospital de Lages e dos fóruns de Criciúma e Tubarão.
No Rio de Janeiro, exerceu o cargo de diretor vice-presidente da Companhia Siderúrgica Nacional, de 1961 a 1962.
Como governador foi responsável pelo asfaltamento da Ponte Hercílio Luz e pela fundação do Departamento Estadual de Infraestrutura do Estado de Santa Catarina.